# Leichtathletik-Europameisterschaften 1958/Kugelstoßen der Frauen

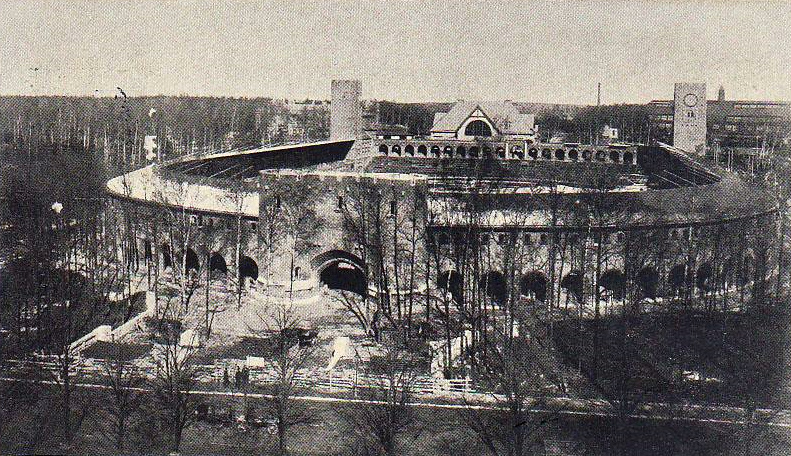
Offizielle Ansichtskarte des Stockholmer Olympiastadions aus dem Jahr 1912

Das Kugelstoßen der Frauen bei den Leichtathletik-Europameisterschaften 1958 wurde am 23. August 1958 im Stockholmer Olympiastadion ausgetragen.
Mit Silber und Bronze gab es in diesem Wettbewerb zwei Medaillen für Sportlerinnen aus der UdSSR. Europameisterin wurde die Deutsche Marianne Werner. Platz zwei belegte die Olympiasiegerin von 1956 Tamara Tyschkewitsch. Bronze gewann Tamara Press, die tags zuvor den Diskuswurf für sich entschieden hatte.

## Rekorde

### Bestehende Rekorde
| Weltrekord   | 16,76 s | Galina Sybina | Taschkent, Sowjetunion (heute Usbekistan) | 13. Oktober 1956 |
| Europarekord | 16,76 s | Galina Sybina | Taschkent, Sowjetunion (heute Usbekistan) | 13. Oktober 1956 |
| EM-Rekord    | 15,65 m | Galina Sybina | EM in Bern, Schweiz                       | 28. August 1954  |

### Rekordverbesserung
Die deutsche Europameisterin Marianne Werner verbesserte den Meisterschaftsrekord am 23. August um neun Zentimeter auf 15,74 m. Vom Welt- und Europarekord war diese Weite 1,02 m entfernt.

## Durchführung
Bei nur zwölf Teilnehmerinnen verzichteten die Organisatoren auf eine Qualifikation. Alle Athletinnen traten gemeinsam zum Finale an.

## Finale

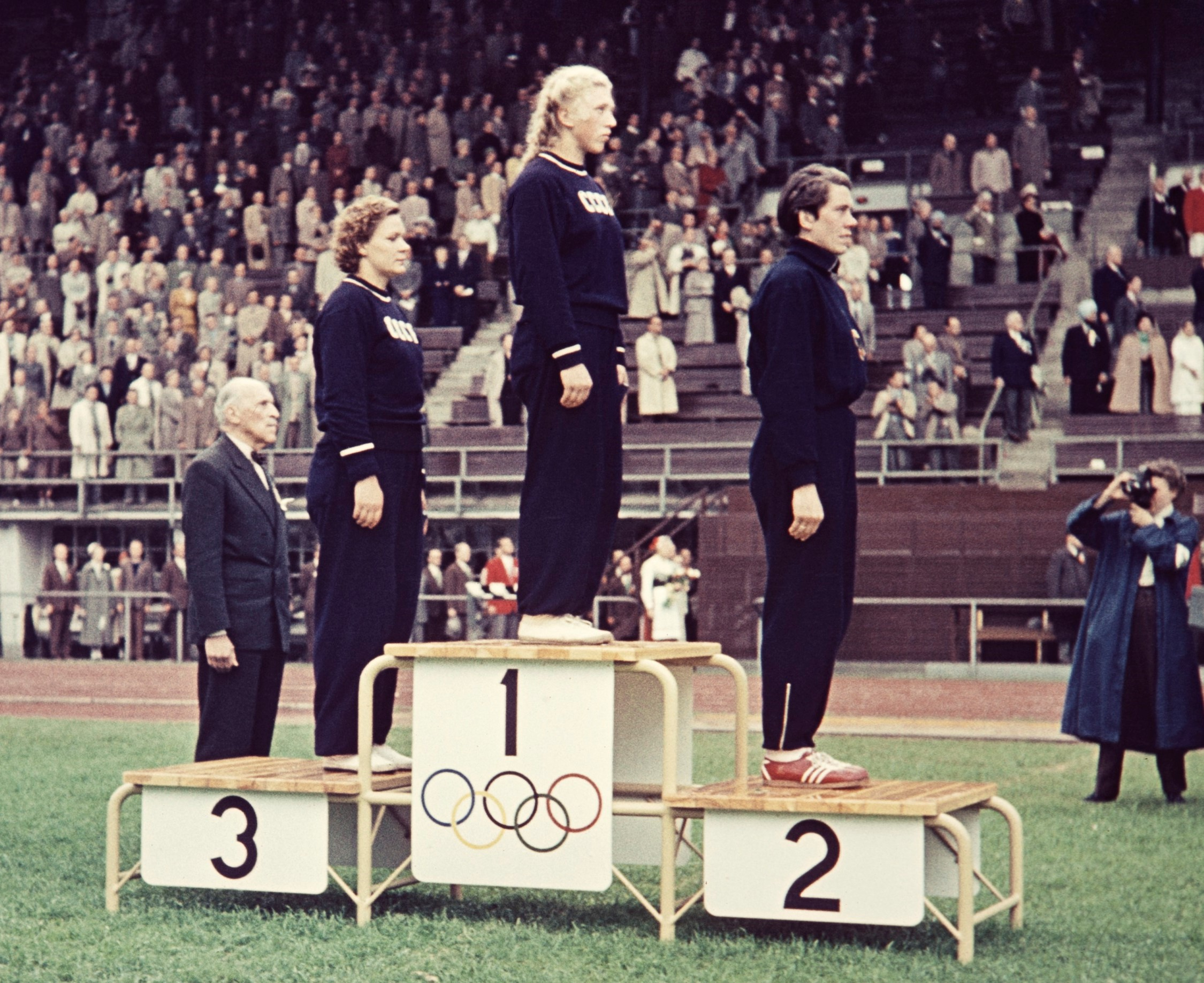
Europameisterin Marianne Werner – hier während
der Siegerehrung bei den Olympischen Spielen 1952
rechts als Olympiazweite

23. August 1958, 15.15 Uhr
| Platz | Name                 | Nation         | Weite (m) |
| ----- | -------------------- | -------------- | --------- |
| 1     | Marianne Werner      | Deutschland    | 15,74 CR  |
| 2     | Tamara Tyschkewitsch | Sowjetunion    | 15,54     |
| 3     | Tamara Press         | Sowjetunion    | 15,53     |
| 4     | Johanna Lüttge       | Deutschland    | 15,19     |
| 5     | Suzanne Allday       | Großbritannien | 14,66     |
| 6     | Ana Roth             | Rumänien       | 14,55     |
| 7     | Hannelore Klute      | Deutschland    | 14,48     |
| 8     | Milena Usenik        | Jugoslawien    | 14,20     |
| 9     | Karin-Inge Halkier   | Dänemark       | 12,91     |
| 10    | Simone Saenen        | Belgien        | 12,05     |
| 11    | Anni Pöll            | Österreich     | 11,74     |
| 12    | Fry Frischknecht     | Schweiz        | 11,50     |

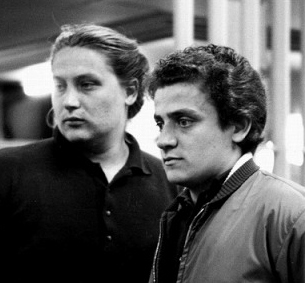
Die Bronzemedaillengewinnerin Tamara Press (links neben ihrer Schwester Irina Press) hatte tags zuvor den Diskuswurf gewonnen und noch eine äußerst erfolgreiche Laufbahn als Kugelstoßerin und Diskuswerferin vor sich
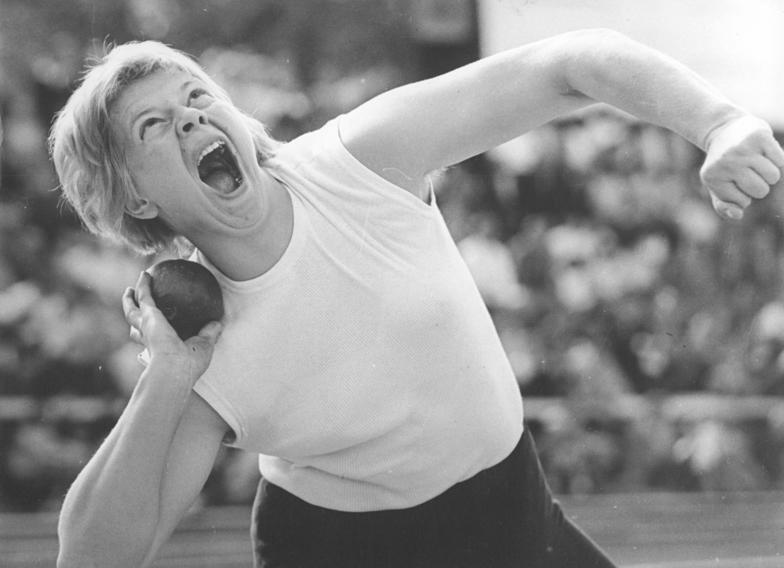
Johanna Lüttge belegte Rang vier

## Video
- European Championships shot put women Stockholm 1958-08-23, youtube.com (englisch), abgerufen am 10. Juli 2022